# Чемерисский сельсовет
Чемери́сский сельсовет (бел. Чамярыскi сельсавет) — административная единица на территории Брагинского района Гомельской области Республики Беларусь. Административный центр — агрогородок Чемерисы.

## История
С 29 ноября 2005 года исключён из данных по учёту административно-территориальных и территориальных единиц посёлок Братский.
В 2006 году в состав сельсовета включены населённые пункты упразднённого Дублинского сельсовета — деревни Волоховщина, Глуховичи, Дублин, Ильичи, Козелужцы, Круг-Рудка, Нудичи, Петьковщина, Сперижье, Старые Юрковичи, Ясени, Ясменцы, посёлки Дубровка, Ленинец, Рафалов.
11 декабря 2009 года в состав сельсовета включена территория упразднённого Храковичского сельсовета, в том числе деревни Грушное, Двор-Савичи, Новая Гребля, Новые Храковичи, Просмычи, Савичи, Старые Храковичи, посёлки Калининский, Ленинский.
Из состава Чемерисского сельсовета исключены деревни Волоховщина, Дублин, Старые Юрковичи, посёлки Дубровка, Ленинец, вошедшие в состав Маложинского сельсовета.

## Состав
Чемерисский сельсовет включает 10 населённых пунктов:
- Грушное — деревня
- Двор-Савичи — деревня
- Калининский — посёлок
- Ленинский — посёлок
- Новая Гребля — деревня
- Просмычи — деревня
- Савичи — деревня
- Садовый — посёлок
- Старые Храковичи — деревня
- Чемерисы — агрогородок

Упразднённые населённые пункты:
- Глуховичи — деревня
- Ильичи — деревня
- Братский — посёлок[1]
- Козелужцы — деревня
- Новые Храковичи[3] — деревня
- Нудичи — деревня
- Рафалов — деревня
- Сперижье — деревня
- Ясени — деревня

## Население
Численность населения — 973 человек (на 1 января 2023 года)